# Shahram Mahmoudi
Pour les articles homonymes, voir Mahmoudi.
Shahram Mahmoudi Khatounabadi est un joueur iranien de volley-ball né le 20 juillet 1988 à Mianeh. Il mesure 1,98 m et joue au poste de réceptionneur-attaquant. Behnam Mahmoudi, son frère, est également joueur de volley-ball.

## Clubs
- Aydaneh Chaldoran
- Paykan
- Petrochimi Bandar Imam
- Aluminium Al-Mahdi Hormozgan
- Kalleh
- Matin Varamin